# Charlotte Kirk
Charlotte Kirk (nacida el 16 de junio de 1992) es una actriz británica.

## Primeros años
Charlotte Kirk nació en Sidcup, sureste de Londres en 1992, la hija menor de Angela y Arthur Kirk. Cuando era niña le diagnosticaron dislexia y síndrome de Asperger.
Comenzó a actuar en teatro a la edad de 9 años, actuando en obras como Agamenón y La resistible ascensión de Arturo Ui, seguidas por producciones de teatro musical del West End de A Christmas Carol, Oliver Twist y Hairspray. Habiendo asistido a la Academia de Artes Teatrales Italia Conti en Londres, sus habilidades se perfeccionaron aún más al capacitarse con Jigsaw Performing Arts en el Reino Unido y con los entrenadores de actuación de método Susan Batson y Lee Strasberg en la ciudad de Nueva York.

## Carrera
En 2013, Kirk apareció en el documental Seduced and Abandoned. Kirk fue reconocida por primera vez por su papel en Vice (2015), un thriller de ciencia ficción, junto a Bruce Willis y Thomas Jane. Otros papeles cinematográficos incluyeron interpretar a la protagonista femenina junto a Stephen Baldwin en la comedia de cine negro No Panic with a Hint of Hysteria (2016) y la protagonista femenina en el drama psicológico The Depths (2017), junto con apariciones en How To Be Single (2017). y Ocean's 8 (2018), protagonizada junto a Sandra Bullock.
En 2018, Kirk comenzó a filmar el drama de conspiración Nicole and O.J. en el que interpreta el papel principal de Nicole Brown Simpson.
Luego coescribió, produjo y protagonizó The Reckoning, dirigida por Neil Marshall.
En 2021, Kirk protagonizó, coescribió y coprodujo la película de acción y terror The Lair, dirigida por Neil Marshall, estrenada en EE. UU. en octubre de 2022 y en el Reino Unido en enero de 2023.
The Lair tuvo su estreno mundial en Leicester Square IMAX como presentación de gala de la noche inaugural del festival de cine FrightFest de 2022.
En el verano de 2022, Kirk completó el rodaje del thriller de acción y crimen Duchess, que coescribió, produjo y desempeña el papel principal.
Kirk lanzó dos videos musicales, "Eyes in Love" y "I Get the Feeling Again" e interpretó la canción principal final de No Panic with a Hint of Hysteria.
También ha aparecido en varias portadas de revistas, incluidas LA Magazine y Harper's Bazaar.

## Caso legal
En marzo de 2019, mensajes de texto filtrados mostraban que Kevin Tsujihara le había prometido audiciones y trabajos de actuación a Kirk a cambio de sexo, facilitado por su entonces amigo, el magnate del cine James Packer, en septiembre de 2013. WarnerMedia estaba investigando las acusaciones. En septiembre de 2020, sus abogados presentaron una petición ante el Tribunal Superior de Los Ángeles para anular una orden de silencio que la ha mantenido prácticamente en silencio en medio de una batalla de años. La petición muestra una imagen de Tsujihara teniendo relaciones sexuales no consensuadas. THR también reveló información sobre cómo Tsujihara y el exvicepresidente de NBCUniversal, Ronald Meyer, se confabularon para encubrir la naturaleza real de sus relaciones con Kirk, llegaron a acuerdos y casos judiciales.

## Vida personal
Habiendo crecido en el sureste de Londres, Kirk se mudó a los Estados Unidos cuando tenía poco más de 20 años para seguir su carrera; primero a Nueva York, luego a Los Ángeles, donde pasó los siguientes 10 años
Mientras vivía en Los Ángeles, Kirk conoció al director de cine y televisión Neil Marshall. Comenzaron a salir en el 2018 y se comprometieron a fines del 2019. Kirk ahora vive con Marshall en Inglaterra y regresó al Reino Unido en 2021 para concentrarse en crear sus propios proyectos con él. Juntos formaron Scarlett Productions Ltd. y actualmente tienen varios proyectos cinematográficos en desarrollo y producción.
Es una defensora de los derechos de los animales y tiene un Cavalier King Charles spaniel llamado Molly Prior, que lleva el nombre de un personaje de The Reckoning.

## Filmografía

### Cine
| Año  | Título                            | Papel                       | Notas                             |
| ---- | --------------------------------- | --------------------------- | --------------------------------- |
| 2013 | Fractured                         | Hellion                     |                                   |
| 2013 | Dracula: The Dark Prince          | Voces adicionales           | Voz; sin acreditar                |
| 2014 | Non-Stop                          | Amy Harris                  |                                   |
| 2014 | When the Game Stands Tall         | Miss Peoria                 | Sin acreditar                     |
| 2014 | Tekken: A Man Called X            | Chloe                       |                                   |
| 2014 | Let's Be Cops                     | Jefa operativa              | Sin acreditar                     |
| 2015 | Vice                              | Melissa                     |                                   |
| 2015 | Black Dog, Red Dog                | Lilian                      |                                   |
| 2016 | How to Be Single                  | Tiffany                     |                                   |
| 2016 | No Panic, with a Hint of Hysteria | Melanie                     | [ 13 ]                            |
| 2016 | Marauders                         | Recepcionista de Vanessa    |                                   |
| 2017 | The Demo                          | Jessica Davis               |                                   |
| 2017 | The Depths                        | Chloe                       |                                   |
| 2017 | First Kill                        | Presentador de noticias     |                                   |
| 2018 | Nicole & O.J.                     | Nicole Brown Simpson        | [ 13 ] [ 14 ]                     |
| 2018 | Ocean's 8                         | Cara                        |                                   |
| 2018 | Ulysses: A Dark Odyssey           | Kaly                        |                                   |
| 2020 | The Reckoning                     | Grace Haverstock            | Coescritora, productora ejecutiva |
| 2022 | The Lair                          | Kate Sinclair               | Coescritora, productora ejecutiva |
| 2023 | Duchess                           | Scarlett Monaghan / Duchess | Coescritora, productora ejecutiva |
| TBA  | Compulsion                        | Diana                       | Coescritora, productora ejecutiva |

### Televisión
| Año  | Título     | Papel      | Notas                  |
| ---- | ---------- | ---------- | ---------------------- |
| 2016 | Kat Fight! | Novia rusa | Película de televisión |